# Rønne
Rønne város Dániában, Bornholm szigetén. Bornholm regionális község székhelye. 2002. december 31-éig önálló község volt Bornholm megyén belül.

## Földrajz
A város Bornholm nyugati csúcsán fekszik.

## Történelem
A kereskedővárost 1327-ben alapították.
A második világháború végén, 1945. május 8–9-én a szovjet légierő bombázta Rønnét és Nexøt, ugyanis Gerhard von Kamptz sorhajókapitány Bornholm német helyőrségparancsnoka a parancs ellenére sem akarta megadni magát a szovjeteknek. A sziget a keleti front visszavonulásának fontos állomása volt. A lakosokat időben értesítették a bombázásról, így a várost evakuálták, de így is volt tíz halálos áldozat.
1945. február és május között a településhez tartozó Arnager kicsiny halászfalu erdőültetvényében, földből készült kunyhóban lakott a Dániában állomásozó magyar katonák egy csoportja. Pár nappal a német kapituláció után munkaszolgálatra vezényelték őket. A magyar katonák ezt követően szibériai hadifogságba kerültek és csak kevesen tértek haza.
A bombázások súlyos károkat okoztak, de a háború után sikerült helyreállítani a városka eredeti képét és hangulatát.

## Közlekedés

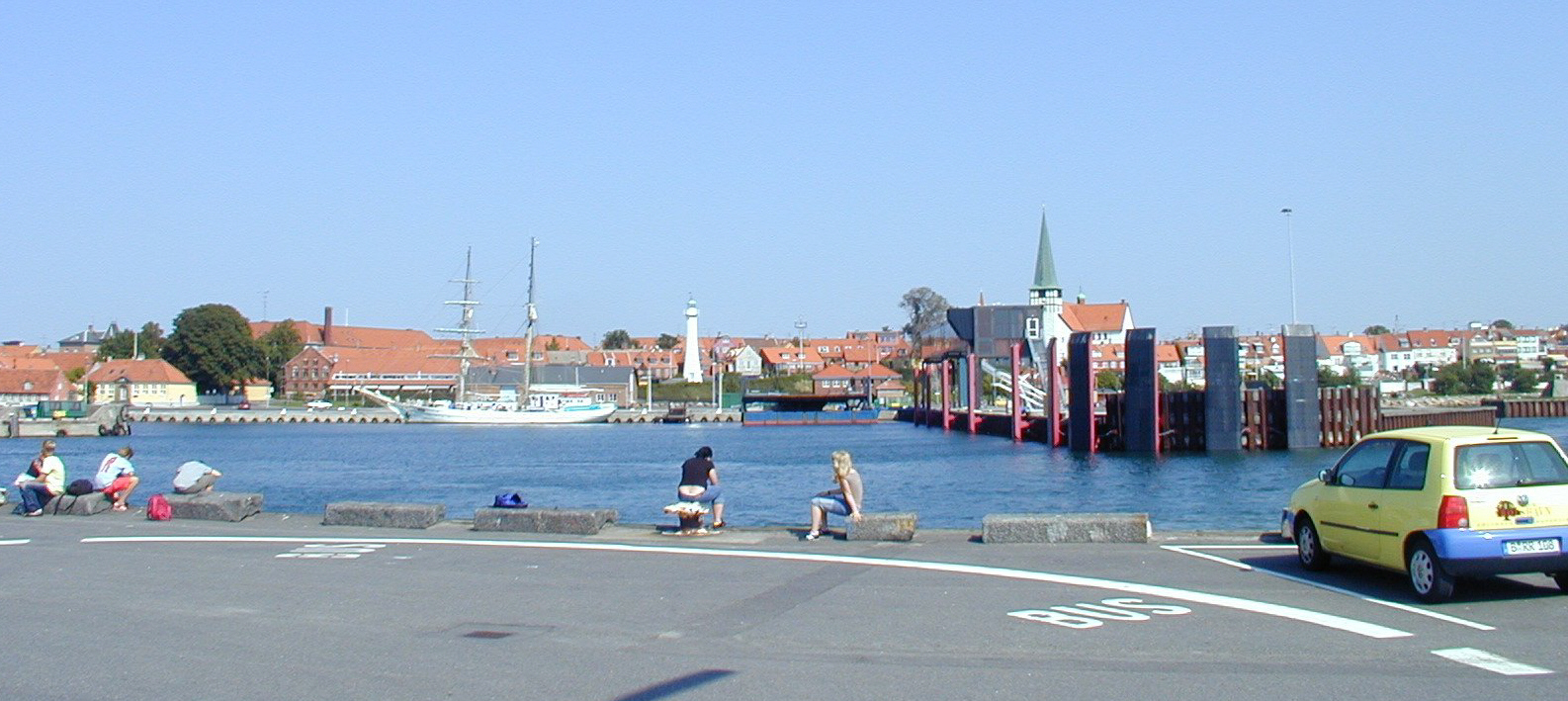
Rønne kikötője

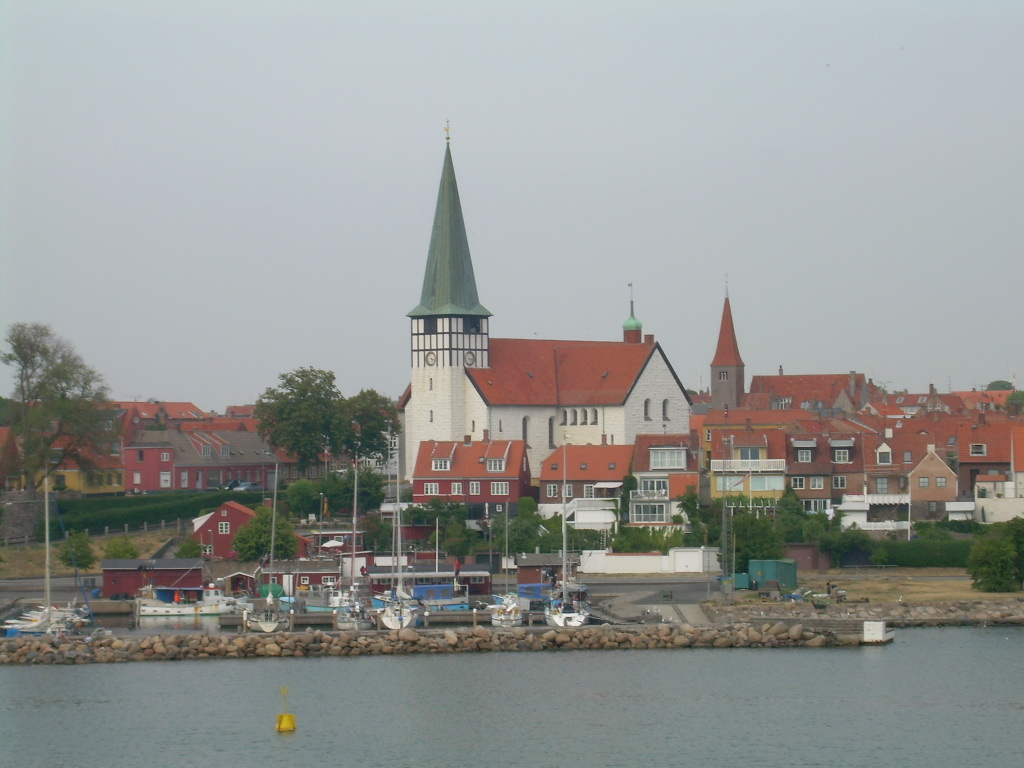
Rønne

Itt található a sziget legjelentősebb kikötője; kompjáratok kötik össze a dániai Køge, a svédországi Ystad, a németországi Sassnitz és a lengyelországi Świnoujście kikötőjével.
A várostól 5 km-re délkeletre fekszik a Bornholmi repülőtér.

## Turizmus
- Sct. Nikolai kirke' (Szent Miklós-templom): a 13-14. században épült, 1915 és 1918 között felújították.
- Favázas épületek

## Külső hivatkozások
- Hivatalos honlap (dán, angol és német nyelven)